# Sookaera-Metsanurga
Sookaera-Metsanurga  – wieś w Estonii, w prowincji Harju, w gminie Saku.